# Fluorescent Grey
Fluorescent Grey är en EP som medföljer Cryptograms, indierockgruppen Deerhunters andra studioalbum. Fluorescent Grey släpptes på CD av Kranky Records 8 maj 2007 och senare på vinyl tillsammans med Cryptograms. En musikvideo till låten "Strange Lights" från Cryptograms medföljer på CD-utgivningen. Låttexten till titelspåret handlar om döden och nedbrytningen av människokroppen – "Fluorescent Grey" (fluorescerande grått) är vad Bradford Cox kallar färgen för dött kött.
EP-skivan fick en rad positiva recensioner av musikkritiker vid dess utgivning. Cox gav senare ut demoversioner av flera låtar från EP-skivan gratis på gruppens blogg. 

## Låtlista
Alla låtar skrivna av Bradford Cox
1. "Fluorescent Grey" – 5:02
2. "Dr. Glass" – 3:14
3. "Like New" – 2:13
4. "Wash Off" – 5:46